# Тукаево (Туймазинский район)
Тукаево (баш. Тукай) — село в Туймазинском районе Республики Башкортостан Российской Федерации. Входит в состав Карамалы-Губеевского сельсовета.

## География

### Географическое положение
Расстояние до:
- районного центра (Туймазы): 33 км,
- центра сельсовета (Карамалы-Губеево): 7 км,
- ближайшей ж/д станции (Кандры): 21 км.

## История
В «Списке населенных мест по сведениям 1870 года», изданном в 1877 году, населённый пункт упомянут как деревня Токаева (Тукаева) 2-го стана Белебеевского уезда Уфимской губернии. Располагалась при речке Акташе, на просёлочной дороге из Белебея в Мензелинск, в 33 верстах от уездного города Белебея и в 15 верстах от становой квартиры в селе Верхне-Троицкий Завод. В деревне, в 114 дворах жили 658 человек (332 мужчины и 326 женщин, татары), были мечеть, 3 водяные мельницы.

## Население
| 2002 | 2009 | 2010 |
| ---- | ---- | ---- |
| 634  | ↘601 | ↘587 |

Национальный состав
Согласно переписи 2002 года, преобладающие национальности — татары (52 %), башкиры (44 %).